# Wojciech Dzienniak
Wojciech Dzienniak (ur. 1966 w Sosnowcu) – polski artysta rzeźbiarz.
Studiował na Wydziale Rzeźby Akademii Sztuk Pięknych w Krakowie oraz na Wydziale Grafiki Akademii Sztuk Pięknych w Krakowie filia w Katowicach, gdzie w 1994 roku obronił dyplom projektowy w pracowni prof. Tomasza Jury i rzeźbiarski w pracowni starszego wykładowcy Stanisława Hachuła. W ostatnich latach studiów  i w pierwszych latach po dyplomie pracował jako nauczyciel plastyki w liceum prowadząc równocześnie  pracownię ceramiki dla uczniów liceum i dzieci z dzielnicy. Był pomysłodawcą i współorganizatorem Przeglądu Twórczości Osób Niepełnosprawnych w latach 1993-1994 w Sosnowcu oraz Konkursowego Przeglądu Prac Plastycznych Uczniów Sosnowieckich Szkół Średnich  w latach 1994-1997. O artyście nakręcono w 1998 roku reportaż biograficzny pt. „Próba Ognia”, wyprodukowany przez Redakcję Katolicką, Program 2 TVP. Od 2001 roku prowadzi pracownię ceramiki w Szkole podstawowej nr 25 im. Juliusza Słowackiego w Sosnowcu. W 2003 roku rozpoczął pracę w Młodzieżowym Ośrodku Pracy Twórczej, prowadząc pracownie ceramiki. Od stycznia 2007 roku Członek „Archidiecezjalnej Komisji Architektury i Sztuki Sakralnej”. Projektował scenografię do sztuk „Król Ubu” (1990) i „Eskurial” (1995) dla teatru Gugalander w Katowicach. Współpracował z Teatrem Epty-a.